# Коломно (Порховский район)
Коломно — деревня в северной части Порховского района Псковской области. Входит в состав сельского поселения «Дубровенская волость».
Расположена на берегу реки Коломенка (приток Ситни), в 33 км к северу от города Порхов и в 10 км к юго-востоку от волостного центра, села Павы.

## Население
Численность населения деревни по состоянию на 2000 год составляла 69 жителей.

## История
До 3 июня 2010 года деревня входила в состав ныне упразднённой Берёзовской волости, затем - в состав Павской волости.
В апреле 2015 года Павская волость была упразднена и включена в состав Дубровенской волости.